# Taktshang
Klasztor Taktshang (Taktsang) Goemba (Gniazdo Tygrysa), dzongkha སྤ་ཕྲོ་སྟག་ཚང་ (spa phro stag czang) lub སྤ་གྲོ་སྟག་ཚང་ (spa gro stag czang) – najbardziej znany w Bhutanie klasztor buddyjski będący  ośrodkiem Drukpa kagju i Ningma, szkół buddyzmu tantrycznego. Znajduje się w dystrykcie Paro w zachodnim Bhutanie.
Klasztor zbudowano na trudno dostępnym, 900-metrowej wysokości klifie w dolinie rzeki Paro. W to miejsce miał się udać na grzbiecie tygrysicy Guru Rinpocze, aby pokonać lokalnego demona. Potem Rinpocze medytował tu w jaskini przez 3 miesiące. Od tamtej pory miejsce zostało uznane za święte (nej) i odwiedzali je liczni pielgrzymi, m.in. w 1646 r. przybył tu Ngawang Namgyal - założyciel Bhutanu. Miał tu także medytować Milarepa. Pierwszy budynek powstał w 1692 r. z inicjatywy Tenzina Rabgje obok jaskini Guru Rinpocze i miał być przymocowany do klifu za pomocą włosów dakini. Pożar poważnie uszkodził klasztor w 1951 r. Kolejny pożar w 1998 r. zniszczył główne budynki. Odbudowę rozpoczęto w 2000 r. a zrekonstruowany klasztor poświęcono w 2005 r. Od tej pory klasztor jest dostępny dla turystów.
Główny budynek Guru Lhakhang zawiera posąg Guru Rinpocze oraz liczne, pół-zwierzęce posągi demonicznych bóstw. Stąd schody prowadzą w dół do Dubkhang - świętej jaskini, gdzie medytował Guru Rinpocze i gdzie znajdują się wizerunki jego ośmiu manifestacji. Guru Tsengye Lhakhang to budynek upamiętniający Tenzina Rabgje- założyciela klasztoru w XVII wieku. Powyżej klasztoru znajdują się trzy małe kaplice, gdzie pielgrzymi modlą się w intencji dzieci i płodności.

## Galeria

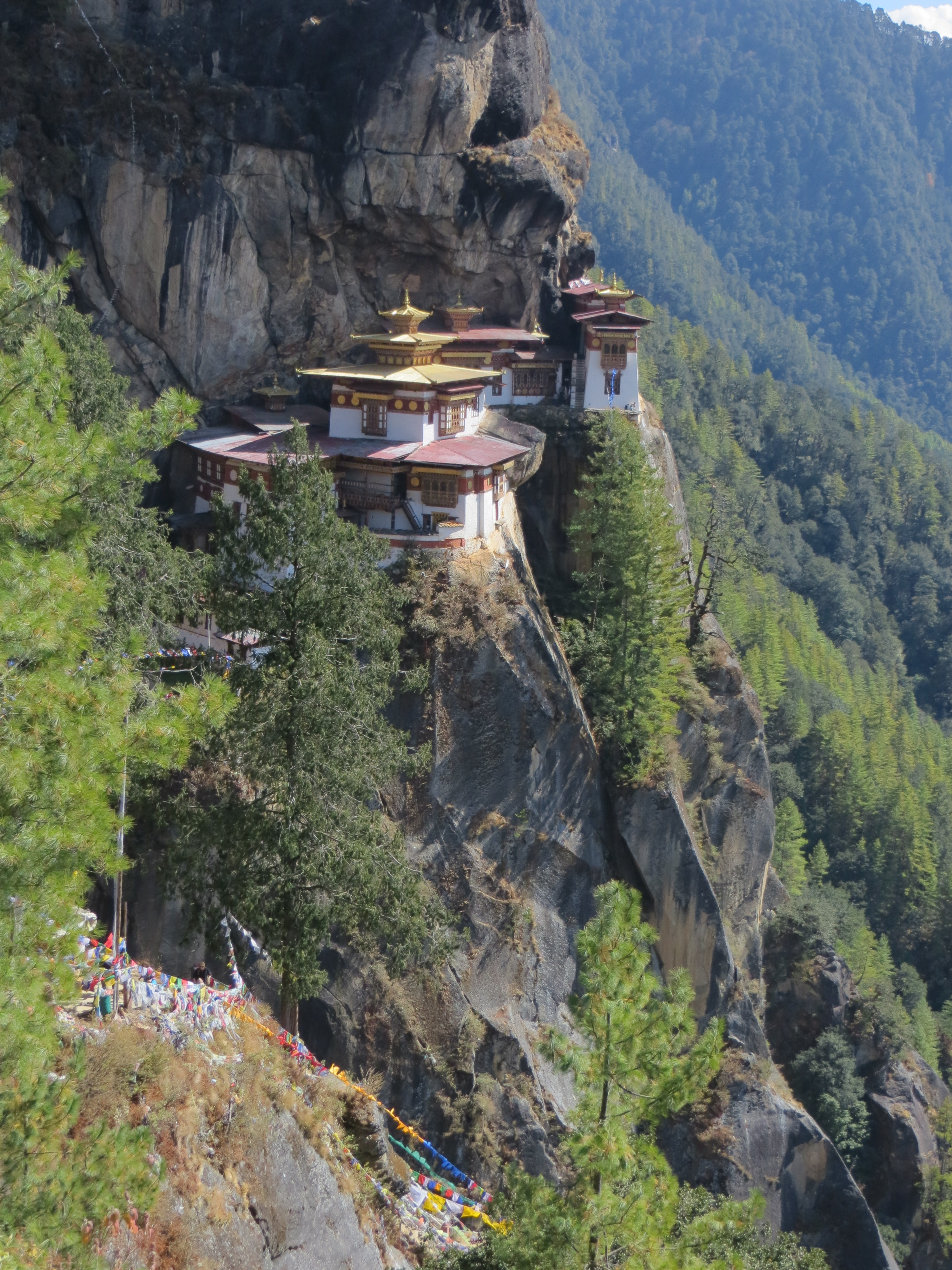
klasztor na klifie
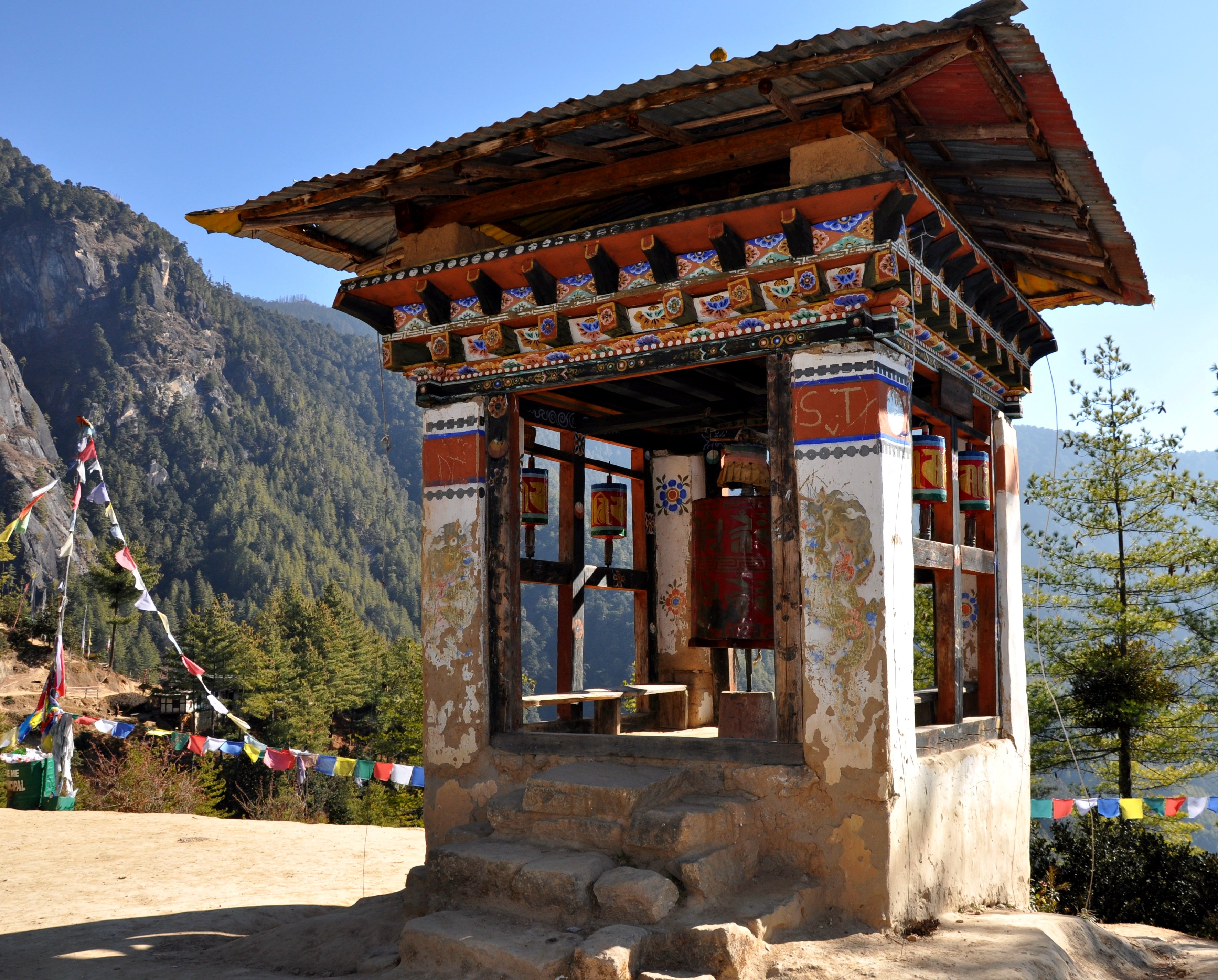
młynki modlitewne przy klasztorze
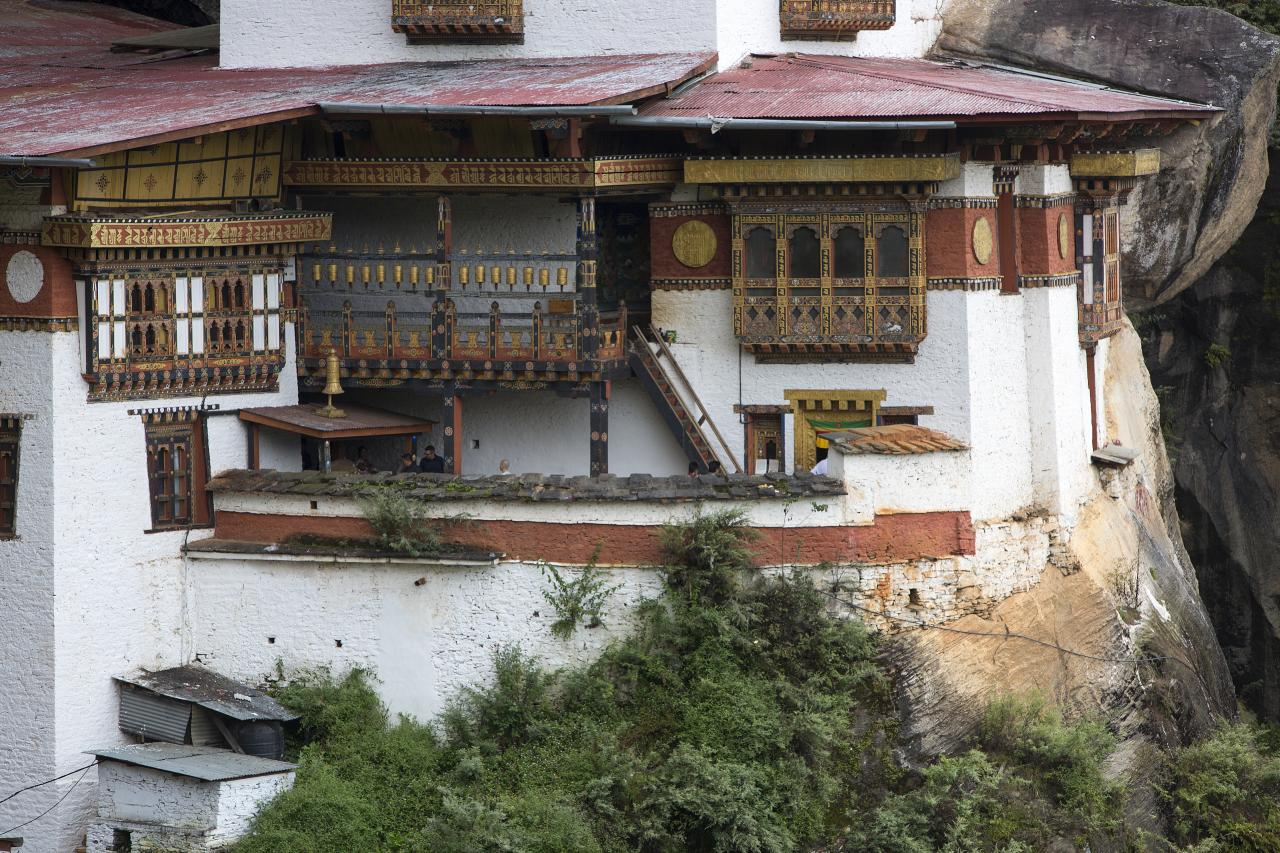
fragment klasztoru
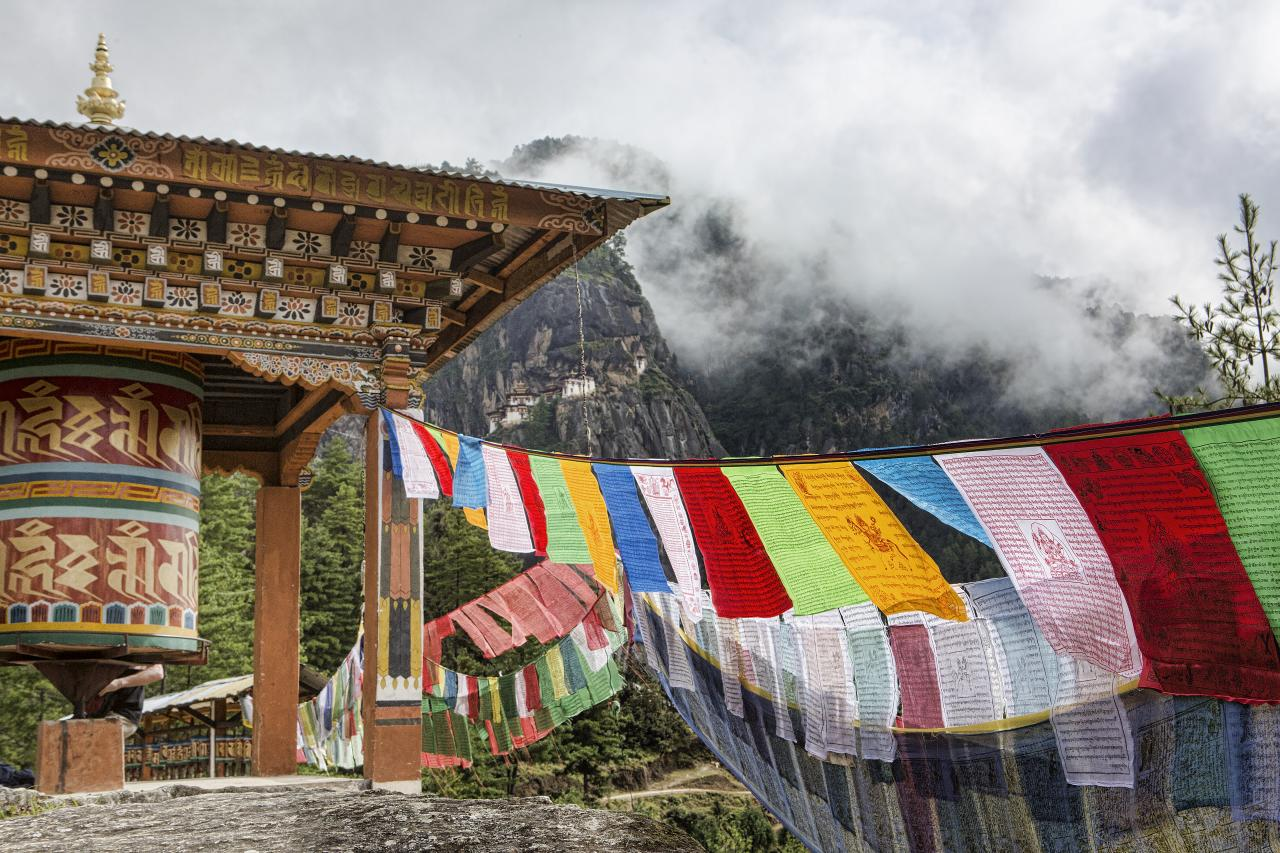
flagi modlitewne